# Macronus ptilosus
A pelyheshátú cinegetimália a madarak osztályának verébalakúak (Passeriformes) rendjébe és a timáliafélék (Timaliidae) családjába tartozó faj.

## Rendszerezése
A fajt William Jardine és Prideaux John Selby írták le 1835-ben.

## Alfajai
- Macronus ptilosus ptilosus Jardine & Selby, 1835
- Macronus ptilosus reclusus Hartert, 1915
- Macronus ptilosus trichorrhos (Temminck, 1836)[2]

## Előfordulása
Délkelet-Ázsiában, Brunei, Indonézia, Malajzia, Szingapúr és Thaiföld területén honos. Természetes élőhelyei a szubtrópusi vagy trópusi síkvidéki esőerdők, mangroveerdők és mocsári erdők. Állandó, nem vonuló faj.

## Megjelenése
Testhossza 17 centiméter, testtömege 18-34 gramm.

## Természetvédelmi helyzete
Az elterjedési területe még nagyon nagy, de az erdőirtások miatt folyamatosan csökken, egyedszáma is csökken. A Természetvédelmi Világszövetség Vörös listáján mérsékelten fenyegetett fajként szerepel.